# Blastobasis wolffi
Blastobasis wolffi é uma espécie de mariposa do gênero Blastobasis pertencente à família Coleophoridae.